# Seregno Foot-Ball Club 1973-1974
Questa voce raccoglie le informazioni riguardanti il Seregno Foot-Ball Club nelle competizioni ufficiali della stagione 1973-1974.

## Rosa
| N. |                   | Ruolo | Calciatore            |
| -- | ----------------- | ----- | --------------------- |
|    | Italia (bandiera) | C     | Gian Angelo Arienti   |
|    | Italia (bandiera) | A     | Walter Arienti        |
|    | Italia (bandiera) | P     | Nello Banfi           |
|    | Italia (bandiera) | C     | Silvio Bologna        |
|    | Italia (bandiera) | A     | Virginio Canzi        |
|    | Italia (bandiera) | C     | Luigi Cappelletti     |
|    | Italia (bandiera) | D     | Filippo Citterio      |
|    | Italia (bandiera) |       | Colzani               |
|    | Italia (bandiera) | D     | Pasquale Corbetta     |
|    | Italia (bandiera) | D     | Giorgio Dellagiovanna |
|    | Italia (bandiera) | D     | Roberto Dorini        |

| N. |                   | Ruolo | Calciatore            |
| -- | ----------------- | ----- | --------------------- |
|    | Italia (bandiera) | C     | Vittore Erba          |
|    | Italia (bandiera) | C     | Piero Fagnani         |
|    | Italia (bandiera) | D     | Gianbattista Ferrerio |
|    | Italia (bandiera) |       | Gazzaniga             |
|    | Italia (bandiera) | A     | Lino Grassi           |
|    | Italia (bandiera) | C     | Marco Monti           |
|    | Italia (bandiera) | C     | Giampietro Pozzoli    |
|    | Italia (bandiera) | C     | Valerio Rubagotti     |
|    | Italia (bandiera) | C     | Sandro Salvioni       |
|    | Italia (bandiera) | P     | Carlo Spreafico       |
|    | Italia (bandiera) | A     | Augusto Vanazzi       |